# Senát (Francie)
Francouzský Senát (francouzsky Sénat) je horní komora (fr. chambre haute) francouzského parlamentu vedle dolní komory (fr. chambre basse), která se nazývá Národní shromáždění. Senátoři jsou voleni na šest let nepřímo prostřednictvím zhruba 150 000 obecních zastupitelů a dalších lokálních politiků. Počet voličů daného volebního obvodu je proto závislý na počtu obyvatel, ale není proporcionální, takže venkovské regiony mají při volbách více hlasů než města. Senát se ve francouzském politickém systému podílí na přijímání zákonů, ale může být přehlasován Národním shromážděním. Kontrola vlády je jen velmi omezená: Senát má právo vládu interpelovat a zveřejňovat zprávy, ale nemá žádné sankční možnosti. Senát ve své současné formě vychází z ústavy Páté francouzské republiky, která dává zásadní rozhodovací pravomoci francouzskému prezidentovi a vládě a rozhodování parlamentu omezila. Vláda má mnoho možností zasáhnout do vnitřního rozhodování Senátu. Protože je Senát slabší z obou komor francouzského parlamentu, je pravidelně cílem kritiky, která zpochybňuje jeho existenci. Ústavní změna v roce 2001 přiznala Senátu více autonomie, zkrátila funkční období z devíti na šest let a snížila minimální věk senátorů ze 35 na 30 let. Vzhledem ke způsobu volby panovala v Senátu od jeho vzniku v roce 1959 až do senátních voleb v roce 2011 vždy občansko-pravicová většina. Od senátních voleb z roku 2014 má v senátu opět převahu pravice. Sídlem Senátu je Lucemburský palác v Paříži.

## Historie

### Předchůdci
Senát Páté republiky vychází z tradice dvoukomorového parlamentu, který se vytvořil již během Velké francouzské revoluce, aby se vyrovnávaly legislativní excesy jediné parlamentní komory. V letech 1795–1799 byla horní komorou Rada starších (Conseil des Anciens), v období Konzulátu a Prvního císařství (1799–1815) existoval Sénat conservateur, během Restaurace Bourbonů (1814–1830) a za Červencové monarchie (1830–1848) působila Komora pairů (Chambre des pairs). V letech 1848–1851 za Druhé republiky ve Francii druhá komora neexistovala. Za Druhého císařství (1851–1870) byla horní komora obnovena pod názvem Senát. Již od dob Prvního císařství byla horní komora konzervativní a monarchistická. Její neexistence v době Druhé republiky závisela jen na tom, že monarchisté nepodporovali republiku. Obdobně fungoval Senát během Třetí republiky (1875–1940). Republikáni získali většinu v horní komoře již v roce 1879, čímž veškeré ambice francouzských monarchistů ztroskotaly. Za Čtvrté republiky (1946–1958) měl být Senát zcela zrušen, ale při referendu byl dosažen opačný výsledek. Proto v období Čtvrté republiky existovala horní komora pod názvem Republiková rada (Conseil de la République). Za Páté republiky byl Senát opět obnoven.

### 1959–1981: pravicová vláda, pravicový Senát
Charles de Gaulle, který Senát v jeho současné podobě sám koncipoval, byl s jeho fungováním postupem času stále méně spokojený. Přestože byli voliči senátorů převážně konzervativní, Senát byl spíše středový a ne vždy spolupracoval s prezidentem a gaullistickou většinou v dolní komoře, přičemž byl podporován levicovými stranami v Národním shromáždění. Ústavní rada (Conseil constitutionnel – francouzský ústavní soud) nicméně podporovala linii prezidenta a odmítala veškeré změny zákonů, které by Senátu přiznaly větší politický vliv.
Dne 27. dubna 1969 chtěl Charles de Gaulle za pomoci referenda odsunout Senát do naprosté politické bezvýznamnosti, mj. by jeho členové byli z větší části jmenováni namísto nepřímých voleb, dále by ztratil většinu svých kompetencí v prosazování zákonů. Když toto lidové hlasování, které obsahovalo i další politické body, ztroskotalo, abdikoval de Gaulle na úřad prezidenta, neboť setrvání ve funkci spojil s přijetím těchto reforem. Otázka kompetencí Senátu tím byla odsunuta a ačkoliv se dolní komora stávala stále častěji terčem kritiky, byl to prozatím poslední pokus o její omezení.
Role Senátu se změnila s nástupem Valéryho Giscarda d'Estainga. Nyní byl centristický prezident a centristická většina v Senátu v opozici vůči dolní komoře, kterou ovládali gaullisté. Prezident se tak pokusil Senát posílit. Informoval Senát lépe než Národní shromáždění a vyžadoval od něj rady v rozličných záležitostech. Senát se mu revanšoval tím, že ovlivňoval přijetí některých zákonů. Např. prezidentem odmítnutý zákon o financování voleb do Evropského parlamentu odkládal na svém jednání tak dlouho, až evropské volby proběhly a zákon se tak stal bezpředmětným.

### 1981–1986: socialistická vláda, pravicový Senát
V roce 1981 se poměry změnily, když zvítězil ve volbách socialista François Mitterrand a socialistická strana získala většinu v Národním shromáždění. Prezident a dolní komora využívaly všech možností jednacího řádu, aby vliv Senátu minimalizovali, například předkládali návrhy zákonů ve většině jako naléhavé, aby Senátu zkrátili pracovní lhůtu a znemožnili mu tak efektivně pracovat. Senát se pokoušel z nedostatku alternativ stále častěji o destruktivní akce, aby zcela sabotoval proces přijímání zákonů. Vrcholem jeho snah o prosazení byl v roce 1984 zákon o financování soukromých škol, který Senát co nejdéle zdržoval v naději, že o nepopulárním zákonu vznikne veřejná diskuse, která by donutila vládu návrh stáhnout.

### Situace od roku 1986
V následujících letech se politická situace změnila. V roce 1986 nastala první kohabitace, kdy proti socialistickému prezidentovi stálo gaullistiscké Národní shromáždění a centristický Senát mohl zprostředkovávat jejich vzájemné vazby. V roce 1988 se socialistická menšinová vláda Michela Rocarda pokusila si Senát zavázat, když jmenovala rekordní počet šesti bývalých senátorů ministry. Brzy nato se ale vztahy opět vyostřily. V roce 1993 vystřídala pravicová vláda Édouarda Balladura socialisty, čímž nastala druhá kohabitace, a v roce 1995 se Jacques Chirac stal novým prezidentem. Došlo tím ke sladění politických stran v legislativních orgánech, což umožnilo jednohlasnou spolupráci.
V roce 1995 došlo k ústavní změně, při které senátoři posílili svou parlamentní imunitu, jednací období obou komor se sjednotilo a prodloužilo se u Senátu ze šesti na devět měsíců v roce. Ústavní změna dále rozšířila kontrolní možnosti Senátu v jeho jednacím řádu a usnadnila interpelace členů vlády.

## Současný Senát
Při senátních volbách v roce 2011 získaly poprvé v Senátu většinu levicové strany. V Senátu v současné době zasedají následující frakce: Groupe Socialiste (po volbách 2011 Groupe Socialiste, Apparentés, et Groupe Europe Écologie Les Verts rattaché), která zahrnuje Socialistickou stranu a zpočátku i Zelené, než ti vytvořili vlastní frakci. Groupe Union pour un Mouvement Populaire (zkráceně Groupe UMP) je tvořená pouze senátory UMP. Groupe de l'Union centriste et Républicaine (zkráceně Union centriste) sjednocovala do roku 2007 senátory z liberálně-centristické UDF. Toto uskupení mělo tradičně v Senátu většinu. Od rozdělení strany během prezidentských voleb v roce 2007 tvoří frakci především senátoři za Mouvement démocrate a Nouveau Centre, ke kterým se připojily Alliance centriste a Parti radical valoisien. Groupe Communiste, Républicain et Citoyen (zkráceně Groupe CRC) zahrnuje členy Francouzské komunistické strany a Parti de gauche. Groupe du Rassemblement démocratique et social européen (zkráceně Groupe RDSE) vychází z tradice zaniklé Parti radical a sjednocovala senátory Parti radical de gauche a Parti radical valoisien, které z ní vzešly. Zahrnovala proto senátory z pravicové i levicové části politiky, než Parti radical valoisien přešla do frakce Union centriste. Členy frakcí jsou rovněž bezpartijní senátoři (apparentés) a členové malých politických stran, které vlastní frakce nevytvořily (rattachés).
Senátoři, kteří nejsou členy žádné frakce, tvoří vlastní uskupení zvané RASNAG (Réunion administrative des Sénateurs ne figurant sur la Liste d'aucun Groupe – Administrativní rada senátorů nezúčastněných žádné frakce), které si volí jednoho zástupce k prosazování svých práv a názorů.
| Mandáty 2008                                                                                              | Mandáty 2011           | +/- | Složení | Předseda frakce |                                         |                         |
| | Groupe UMP             | 151 | 132     | -19             | UMP: 120 Apparentés: 2 Rattachés: 10    | Jean-Claude Gaudin      |
| | Groupe socialiste      | 116 | 130     | +14             | PS: 118 Apparentés: 12                  | François Rebsamen       |
| | Groupe Union centriste | 29  | 31      | +2              | AC: 9 MoDem: 4 NC: 11 PRV: 5 ostatní: 2 | François Zocchetto      |
| | Groupe CRC             | 23  | 21      | -2              | PCF: 19 ostatní: 2                      | Nicole Borvo Cohen-Seat |
| | Groupe du RDSE         | 17  | 17      | ±0              | PRG: 11 ostatní: 6                      | Jacques Mézard          |
| | Groupe écologiste      | -   | 10      | +10             |                                         | Jean-Vincent Placé      |
| | RASNAG - nezávislí     | 7   | 7       | 0               |                                         | Delegát: Philippe Adnot |
| Celkem | Celkem                 | 343 | 348     | +5              | 7 uskupení                              |                         |
| Prameny: Stránka Senátu; Seznam členů frakcí Archivováno 4. 3. 2016 na Wayback Machine.; Volební výsledky |                        |     |         |                 |                                         |                         |
| Poznámky: 1. 2. 3.                                                                                        |                        |     |         |                 |                                         |                         |

## Sídlo

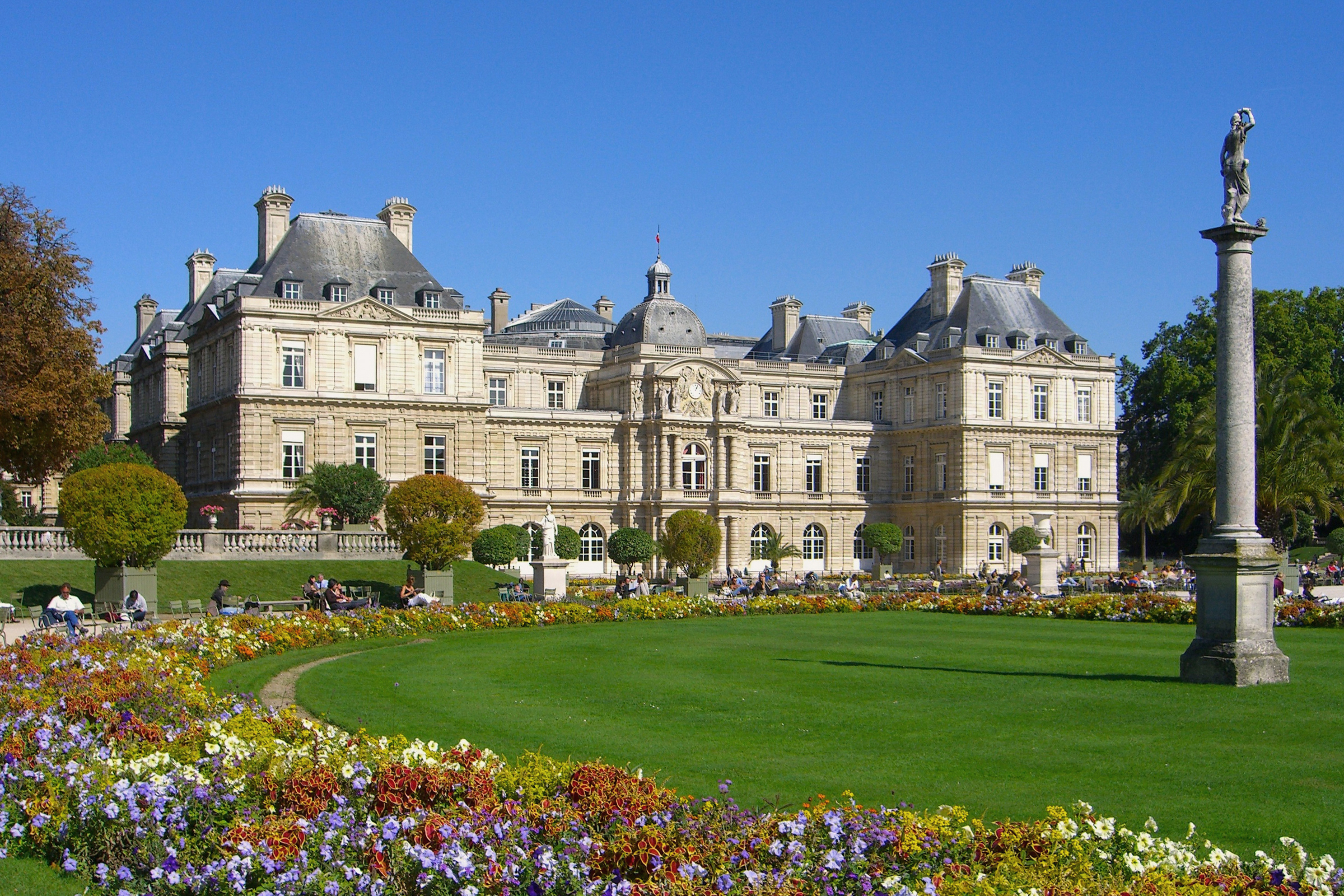
Palais du Luxembourg

Senát zasedá v Lucemburském paláci v Paříži v 6. obvodu. Jeho ochranu má na starosti Republikánská garda (Garde Républicaine). Sousedící palác Petit Luxembourg slouží od roku 1825 jako sídlo prezidenta Senátu. K paláci přiléhá Lucemburská zahrada, která je volně přístupným veřejným parkem. V majetku Senátu se rovněž nachází Musée du Luxembourg.

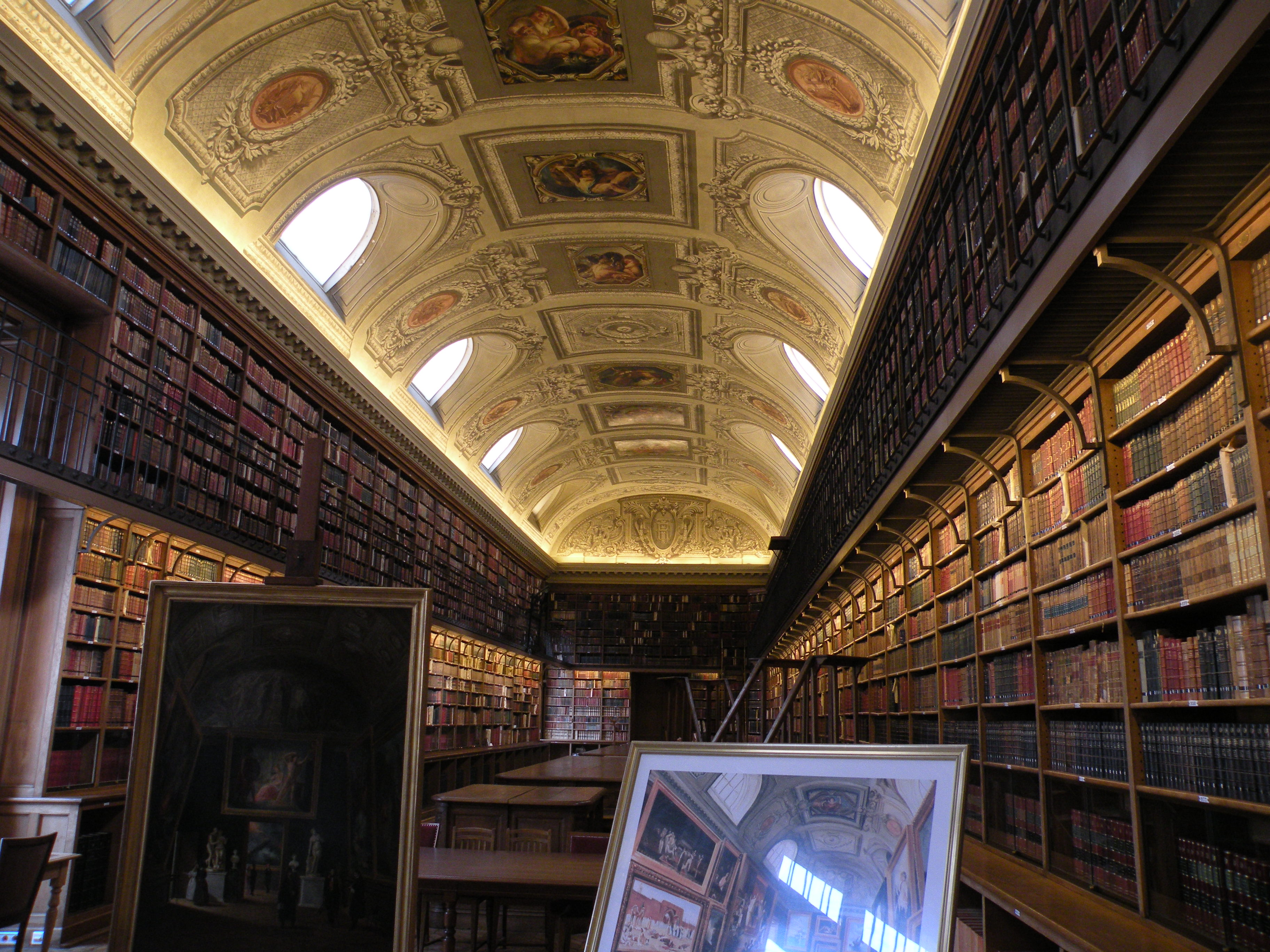
Senátní knihovna

Lucemburský palác byl vybudován v letech 1615–1620 v tradici francouzské renesance pro Marii Medicejskou, která však zde žila jen krátkou dobu. Dalšími obyvatelem byl budoucí král Ludvík XVIII. Za Velké francouzské revoluce zde sídlilo Direktorium a Napoleon Bonaparte, který zde měl sídlo jako konzul. Za revoluce sloužilo i jako vězení, ve kterém byl uvězněn mj. i Georges Danton. Od doby Prvního císařství slouží jako sídlo horní komory parlamentu. Za druhé světové války zde sídlila Luftwaffe a bylo zde pařížské sídlo Hermanna Göringa.
Interiéry paláce jsou velmi bohatě vyzdobené, mj. malbami Eugèna Delacroixe.

## Volby do Senátu
Senátoři jsou voleni jako zástupci departementů, v současnosti má Senát 348 zástupců. Podle článku 24 francouzské ústavy jsou volby nepřímé. Volby probíhají na departementální úrovni prostřednictvím volebních kolegií (collèges électoraux). Zhruba 5 % volitelů tvoří zastupitelé z departementů nebo vyšších celků: poslanci Národního shromáždění, zastupitelé regionálních rad (Conseil régional) a zastupitelé generálních rad (Conseil général) departementů. Naprosto převažující (95 %) skupinou jsou zastupitelé obcí a měst. Počet zastupitelů odpovídá velikosti obce, ale není celkově proporcionální k počtu obyvatel. Oblasti s nízkou hustotou osídlení mají proto relativně více zástupců než ty silně obydlené. 31 % delegovaných zastupuje 16 % obyvatel, které pocházejí z obcí s méně než 1000 obyvateli, ale jen 7 % volitelů zastupuje 15 % Francouzů žijících ve městech s více než 100 000 obyvateli. Celkově zastupuje více než polovina volitelů jen třetinu voličů. K tomu jsou sami volitelé také ještě určeni rozdílně: v obcích do 9 000 obyvatel určuje volitele obecní zastupitelstvo, ve větších obcích platí poměr podle výsledků voleb, který upřednostňuje větší strany. Navíc hranice volebních obvodů se pravidelně neupravují, čímž se nebere ohled na pohyb obyvatelstva. Ještě volby v roce 2004 se konaly v okrscích stanovených v roce 1976.

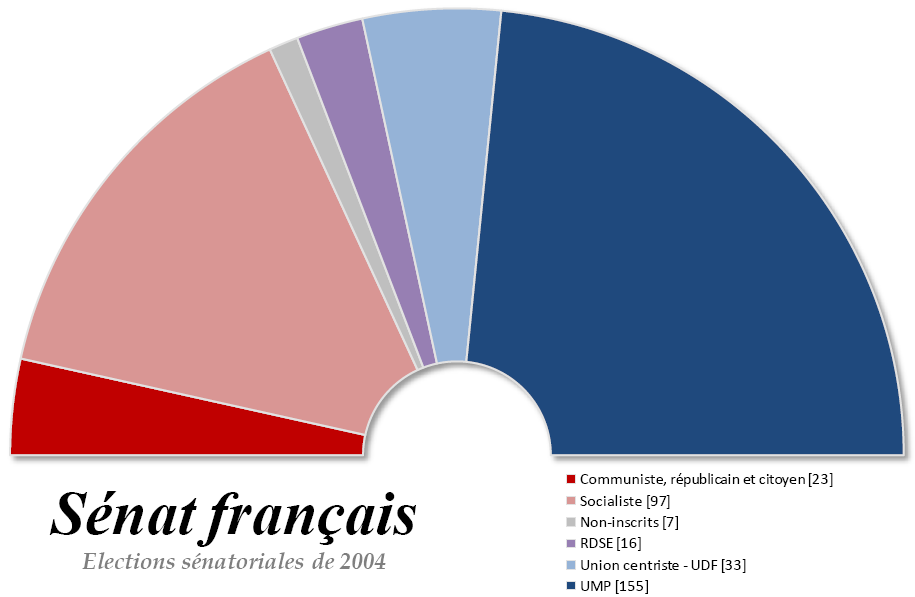
Složení Senátu podle voleb z roku 2004

Do roku 2004 byl Senát vždy z jedné třetiny obnoven v nových volbách. Departementy byly z tohoto důvodu rozděleny do tří skupin: skupinu A tvořily departementy s čísly 1–33, skupina B se skládala z departementů č. 34–66 a ve skupině C se nacházely departementy nad č. 67. Volby se po třech letech střídaly postupně v jednotlivých skupinách.
Od září 2004 se volební systém významně změnil. Volební období bylo zkráceno z devíti let na šest. Protože se tříletý volební rytmus nezměnil, je od té doby nově volená nikoliv třetina, nýbrž celá polovina senátorů. Počet křesel byl postupně navýšen: v roce 2008 se počet senátorů zvýšil na 341 a roku 2011 na současných 346. Volby byly v roce 2008 o jeden rok posunuty, aby lépe ladily s volbami na komunální, departemantální a regionální úrovni. Senátoři zvolení roku 2004 měli mandát částečně na devět a částečně na šest let. V roce 2008 už byli všichni Senátoři zvoleni na šest let. Tyto reformy měly Senátu přinést silnější vliv na aktivní politiku a rovněž reflektovat demografické změny ve Francii tak, aby počet senátorů odpovídal skutečnému počtu obyvatel v departementech.
Volby se v departementech konají ve dvou kolech a volitelé vybírají z volebních seznamů kandidátů, které předložily jednotlivé strany, přičemž z většiny departementů jsou obvykle voleni nejvýše tři senátoři. Uchazeč, který získá v prvním kole nadpoloviční většinu, vítězí, v opačném případě postupují do druhého kola dva kandidáti s nejvyšším počtem hlasů a rozhoduje prostá většina. Ve 30 departementech, odkud pocházejí čtyři a více senátorů, se volí poměrným volebním systémem. Křesla v těchto departementech se rozdělují D'Hondtovou metodou. 12 senátorů zastupuje Francouze v zahraničí.

## Senátoři
Senátoři vykonávají svůj mandát po dobu šesti, část z nich ještě devíti let. Mohou na svůj post teoreticky neomezeně dlouho kandidovat. Pasivní právo, tj. být volen, je u uchazečů stanoveno na 30 let (do roku 2004 to bylo 35). Právo být zvolen je odepřeno vysokým státním úředníkům, např. prefektům v departementech nebo regionech, podprefektům, soudcům, policejním ředitelům a státním zástupcům nebo generálním inspektorům jmenovaným vládou.
Ministři a od roku 1972 také ředitelé státních podniků nebo soukromých firem, které dostávají ve značné míře veřejné prostředky nebo subvence, mohou kandidovat, ale musejí do měsíce na své zaměstnání nebo politické mandáty rezignovat.
Způsob volby upřednostňuje kandidáty, kteří se angažují v komunální politice. Velmi často senátoři zastávají nižší politické posty, často jako starostové obcí.
Složení komory bylo dříve mnohem statičtější. V průměru se každé tři roky obměnila nejvýše šestina členů. Vzhledem k dlouhému funkčnímu období a nepřímým volbám se prosazovaly změny v politickém fungování Senátu jen velmi pozvolna. Často jsou noví senátoři politici, kteří mají za sebou politickou kariéru jako ministři nebo poslanci Národního shromáždění a zde jejich kariéra končí. Často jsou za senátory voleni kandidáti, kteří neuspěli v předchozích volbách do Národního shromáždění nebo do Evropského parlamentu. Průměrný věk senátorů byl v roce 1999 zhruba 61 let, asi o 10 let více, než je průměrný věk poslanců Národního shromáždění.

## Postavení a úkoly
Senát je součástí francouzské legislativy a jeho úkoly jsou především schvalování zákonů a kontrola vlády. Jeho kompetence často závisí na tom, jak je vláda interpretuje. Politický vliv, kterého může Senát skutečně dosáhnout, závisí velmi na politické orientaci ostatních politických institucí Francie. Zatímco v dobách kohabitace může podporovat buď prezidenta nebo Národní shromáždění proti druhému, pokud však stojí v opozici k oběma zároveň, omezuje se jeho role víceméně jen na obstrukční a zdržovací politiku. Pokud všechny tři instituce náležejí do stejného politického tábora, odpovídá jeho role původně zamýšlenému poradnímu a zmírňujícímu orgánu.

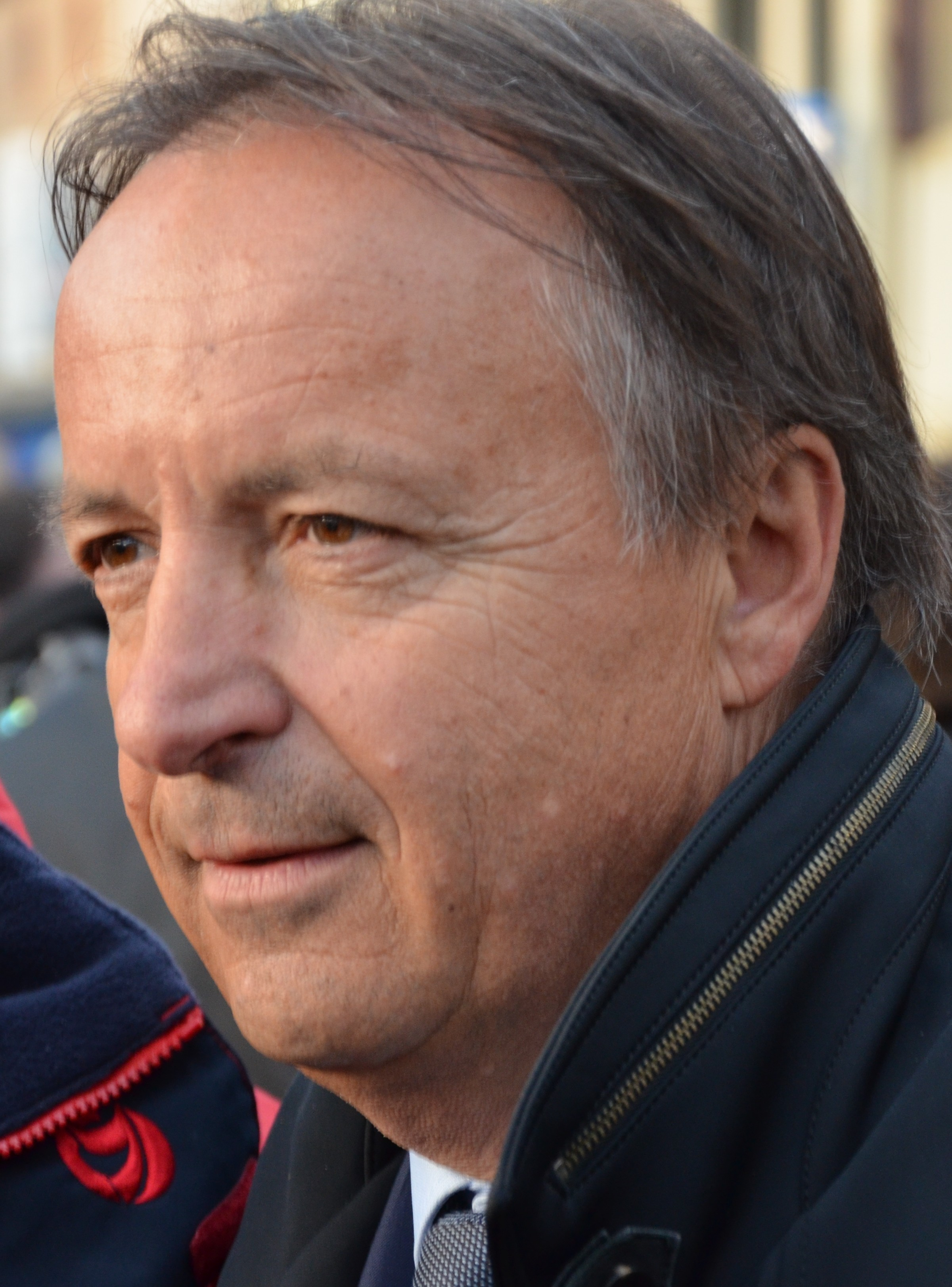
Prezident Senátu v letech 2011–2014 Jean-Pierre Bel

### Zákonodárství
Podle francouzské ústavy nemá Senát stejná práva jako Národní shromáždění. Senát může předkládat zákony nebo změny stávajících. Přijetí zákona musejí odhlasovat obě komory. Pokud mezi nimi nepanuje shoda, může Národní shromáždění Senát přehlasovat. Navíc může 60 členů Senátu nebo Národního shromáždění předložit zákon k přezkoumání Ústavní radě (Conseil constitutionnel).
Proces přijímání zákonů ve Francii upravuje ústava z roku 1958 výrazně v neprospěch parlamentu. Přesně vymezuje oblasti, ve kterých může parlament přijímat zákony, všechny ostatní jsou regulovány vládními vyhláškami. Pokud chce parlament přijmou zákon mimo vymezenou oblast, musí tomu zabránit Ústavní rada. Oblasti, ve kterých může parlament aktivně působit, jsou následující:
- veřejné svobody
- zločiny a přestupky
- úpravy daní
- rozpočet
- národní obrana
- správa územních jednotek
- školství
- vlastnické právo
- pracovní právo
- financování sociálního pojištění (od roku 1996)

Prakticky má ale vláda tolik možností zasahovat do procesu přijímaných zákonů, že návrhy zákonů, které vycházejí z parlamentu, jsou v souladu s její politikou. Vláda má mj. právo návrh zákona prohlásit za nepřípustný, pokud by klesly veřejné příjmy nebo by naopak veřejné výdaje vzrostly. Vláda může také průběh přijímání zákonů urychlit, pokud prohlásí zákon za naléhavý. Tím se doba projednávání návrhu v parlamentu výrazně zkrátí. Ve výjimečných případech může přijetí zákona spojit s vyhlášením důvěry. Pokud použije tento prostředek, musí Národní shromáždění do 24 hodin vyslovit vládě nedůvěru (motion de censure) nebo je zákon automaticky schválen. V neposlední řadě může též francouzský prezident předkládat zákony ke schválení přímo prostřednictvím referenda a tím parlament zcela odejít.

### Vztah k Národnímu shromáždění
Obě komory musejí každý zákon odhlasovat ve shodném znění. V jakém pořadí se budou zákonem zabývat, záleží na rozhodnutí vlády. Pouze v případě projednávání státního rozpočtu stojí Senát vždy na posledním místě a projednává jej až poté, co jej na návrh vlády odsouhlasilo Národní shromáždění.
Protože obě komory musejí každý zákon odhlasovat v naprosto stejném znění, aby mohl vstoupit v platnost, dochází při běžném projednávání k mnoha tzv. navettes (lodičky): zákon přechází se změnami z jedné komory do druhé a každá k němu přikládá své změny. I pokud obě komory zákon stejného znění odhlasují, může přesto francouzský prezident zákon nebo jeho část předložit parlamentu k opětovnému projednání.
Pokud se nelze dobrat jednoty, může vláda svolat zprostředkovací výbor (Commission Mixte Paritaire) složený ze sedmi senátorů a sedmi poslanců. Ovšem tuto komisi vláda svolat nemusí a může nechat prakticky zákon mezi oběma komorami utopit. Pokud ani zprostředkovací výbor nedojde ke shodě, může jej nakonec Národní shromáždění odhlasovat i proti vůli Senátu. Prakticky k tomu dochází, podle politického složení obou komor, jen mezi méně než jedním a maximálně šesti procenty případů. Tím má při přijímání zákonů Národní shromáždění větší faktickou politickou moc, ale jen potud, kam až mu to dovolí vláda. Výjimku tvoří ústavní změny nebo zákony v oblasti státní organizace, ve kterých nemůže Národní shromáždění přehlasovat Senát, ale obě komory musejí hlasovat zcela jednohlasně.

### Předkládání návrhů
Návrhy zákonů předkládá vláda (projets de loi) nebo některá z parlamentních komor (propositions de loi). Postavení Senátu je oslabeno, neboť Národní shromáždění není nuceno jeho návrhy projednávat. V letech 1959–1995 bylo ze 3522 přijatých francouzských zákonů jen 112 vzešlých ze Senátu. Obě komory parlamentu mohou pozměňovat návrhy zákonů druhé komory. Tím jsou částečně zmírněny obtíže Senátu při předkládání zákonů. Ve druhé polovině 90. let byl Senát úspěšný u zhruba 2000 pozměňovacích návrhů ročně.
Jedna z nejdůležitějších metod, které Senát využívá k prosazení svých návrhů, je jeho právo nechat zákony přezkoumat Ústavní radou. Toto přezkoumání je možné ještě před oficiálním vyhlášením zákona z důvodu preventivní kontroly. Od ústavní změny v roce 1974 k tomu není oprávněný už jen pouze prezident Senátu, ale též skupina minimálně 60 poslanců nebo 60 senátorů. Tím má fakticky též opozice právo napadnout ústavnost jakéhokoliv zákona.

### Ústavní změny
Francouzská ústava dává dva možné způsoby své změny: referendum nebo společné zasedání obou komor francouzského parlamentu (Congrès du Parlement français). Vláda si může vybrat, který způsob zvolí. Prozatím všechny ústavní změny až na jednu výjimku (zkrácení funkčního období prezidenta ze sedmi na pět let) proběhly schválením parlamentem.
Prezident Senátu rovněž jmenuje tři z devíti soudců Ústavní rady (Conseil constitutionnel), francouzského ústavního soudu.

### Vztah k vládě
Senát má omezenou možnost kontroly vlády, která spočívá v debatě o vládním prohlášení. Senátoři mohou ústně nebo písemně interpelovat členy vlády, kteří musejí odpovědět. Od ústavní změny v roce 1995 probíhá ústní interpelace minimálně jednou týdně.
Senát může ustavit vyšetřovací komise, které mají rozsáhlé pravomoce ke zkoumání důkazů a veřejnému slyšení svědků. Komise ale mohou zkoumat jen ty záležitosti, které právě nevyšetřuje justiční aparát a nesmí působit déle než šest měsíců.
Oproti Národnímu shromáždění nemůže Senát sesadit vládu. Pouze premiér může požádat Senát o vyslovení důvěry, ale není právně vázaný výsledkem hlasování. Prezident Francie je parlamentem sesaditelný pouze tehdy, pokud je jeho jednání „zjevně neslučitelné s výkonem jeho úřadu“ nebo když je shledán vinným z velezrady. Naopak Senát nemůže být na rozdíl od Národního shromáždění rozpuštěn prezidentem republiky.
Pokud se francouzský prezident rozhodne rozpustit Národní shromáždění nebo vyhlásit nouzový stav, musí své rozhodnutí předem konzultovat s prezidentem Senátu.

## Organizace

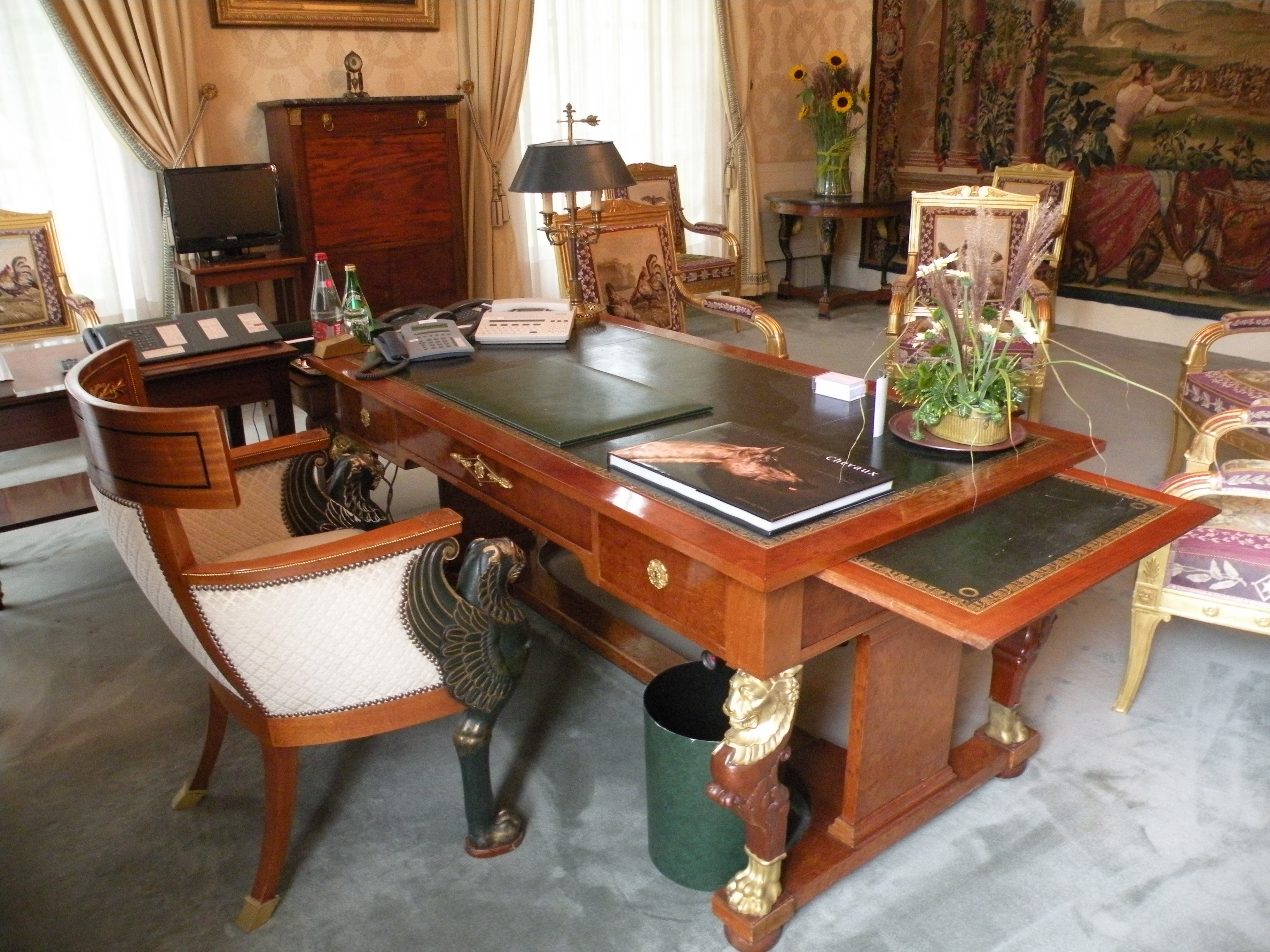
Pracovna prezidenta Senátu

### Prezidium
Předsedou Senátu je prezident, který je volen po každých volbách, tj. každé tři roky. Nejvýznamnějším ústavním úkolem předsedy Senátu je zastoupení prezidenta republiky v případě těžké nemoci, smrti nebo demise. Zastupuje tak prezidenta do nových prezidentských voleb. Vzhledem k tomu, že zastupování v prezidentském úřadu je jen dočasné, není nutné, aby předseda Senátu odstoupil ze své funkce. Nepřecházejí na něj některé zvláštní prezidentské pravomoci: nemůže rozpustit Národní shromáždění, nemůže vypsat referendum a nemůže iniciovat ústavní změny. První kolo nových prezidentských voleb musí proběhnout nejdříve za 20 dnů, nejpozději do 35 dnů od uprázdnění prezidentského úřadu. Případné druhé kolo pak probíhá za všech okolností do 15 dnů od první volby. Předseda Senátu proto může zastupovat prezidenta nejvýše 50 dní. V době Páté republiky k této situaci došlo dvakrát. V roce 1969 po rezignaci Charlese de Gaulla a roku 1974 po smrti Georgese Pompidoua. Současným prezidentem Senátu je od 1. října 2014 Gérard Larcher (republikáni).

### Politické strany
Způsob senátních voleb favorizuje strany, které jsou pevně spojeny s komunální politikou v obcích. Od svého založení měl proto Senát dlouho jasnou občansko-konzervativní většinu. Po roce 2000 byl náskok občanských stran zmenšen. Levice od té doby zaznamenala v komunálních a regionálních volbách výrazný nárůst a tím se také posílilo její zastoupení ve volebních kolegiích a tudíž i v Senátu. Tento proces vedl k tomu, že ve volebním 2011–2014 poprvé levicové strany v novodobých dějinách Senátu získaly většinu mandátů.
Malé strany dosahují na rozdíl od Národního shromáždění v Senátu buď malého úspěchu, jako Komunistická strana či Zelení, nebo vůbec žádné jako Národní fronta.
V rámci občanských stran se ukazuje závislost na silné komunální politice také v tom, že centristické strany silně svázané s komunální politikou získávají většinu v Senátu, zatímco pravicoví gaullisté obsazují úřad prezidenta a dosahují většiny v Národním shromáždění a přitom v Senátu jsou v menšině.
Občanské strany jsou v Senátu mnohem roztříštěnější než v Národním shromáždění. Skupiny jako Nezávislí republikáni nebo samostatná agrární uskupení hrály v Senátu dlouho rozhodující roli. Parti radical valoisien, která je v Národním shromáždění v koalici s UMP, tvořila naopak v Senátu frakci se svou sesterskou stranou Parti radical de gauche, která je bližší socialistům, nyní je ve frakci Groupe Union centriste.
Senát dává jednotlivým senátorům větší svobodu v samostatném hlasování než mají poslanci Národního shromáždění, neboť senátoři jsou převážně v politickém životě již dlouho činní a nezohledňují tolik svoji končící politickou kariéru. Hlasování v rámci jednotlivých frakcí je tedy volnější a méně sledováno konkurencí než v Národním shromáždění.

### Jednací řád
Od roku 1995 začíná jednací období v říjnu prvním jednacím dnem a končí v červnu posledním jednacím dnem. Francouzský prezident může na žádost vlády nebo Národního shromáždění svolat mimořádné zasedání celého parlamentu. Automaticky zasedá mimořádně Senát při nových volbách, které se konají po rozpuštění Národního shromáždění nebo když podle článku 16 ústavy francouzský prezident pořádá o zvláštní zplnomocnění.
Program schůzí stanovuje výbor předsedů frakcí. Vláda má však podle článku 48 ústavy právo upravit program do té míry, aby její návrhy zákonů a další body z jednání nebyly předem vyloučeny. K tomu může sama předkládat body jednání nebo nechat vyškrtnout ty, které nebyly předem projednány ve výborech. Od ústavní změny v roce 1995 může Senát jeden jednací den v měsíci řídit jen ve vlastní režii a má tak možnost taktiky obstrukcí a obejít u některých zákonů vládu. A stejně tak od roku 1995 je minimálně jedno zasedání týdně věnováno interpelacím členů vlády.
Původně měli v samotném jednání senátoři rozsáhlou volnost. Délka proslovu byla většinou neomezena, jednotliví senátoři i grémia mohli v rámci svých kompetencí bez problémů jednat bez časového omezení. Teprve když v opozici stojící Senát v 80. letech začal toto právo stále častěji využívat, aby ztížil vládní návrhy zákonů zdržovací taktikou, podařilo se vládě prosadit změnu jednacího řádu. Počet a délka debatních příspěvků je omezená, pozměňovací návrhy k zákonům se předkládají rychleji, prezident Senátu získal rovněž širší pravomoce ukáznit jednotlivé senátory.